# Selenops levii
Selenops levii là một loài nhện trong họ Selenopidae.
Loài này thuộc chi Selenops. Selenops levii được J. A. Corronca miêu tả năm 1997.